# Michael Neyses

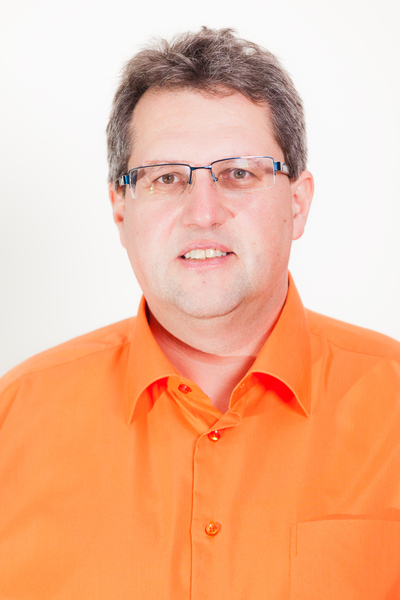
Michael Neyses

Michael Neyses (* 17. September 1968 in Saarlouis) ist ein deutscher Politiker. Von 2012 bis 2017 war er Mitglied des saarländischen Landtags. Er zog 2012 für die Piratenpartei in den Landtag ein und wechselte im Januar 2015 zu Bündnis 90/Die Grünen.

## Leben
Bis 1995 arbeitete Neyses für die Saarbergwerke AG, wechselte spätere in die EDV für unterschiedliche Unternehmen und war unter anderem als Netzwerkadministrator tätig.
Neyses trat im November 2011 in die Piratenpartei ein. Auf Platz 1 des Kreiswahlvorschlags Saarlouis wurde Michael Neyses bei der Landtagswahl im Saarland 2012 am 25. März in den Landtag des Saarlandes gewählt. Dort war er in den Ausschüssen für Wirtschaft, Arbeit, Energie, Verkehr und Grubensicherheit, Wissenschaft, Forschung und Technologie vertreten sowie im Untersuchungsausschuss „Stiftung Saarländischer Kulturbesitz – Bau des IV. Museumspavillons“ („IV. Pavillon“). Im Bereich Hochschulpolitik setzt er sich im Zuge der Spardebatte an saarländischen Hochschulen vor allem für den Erhalt einer Volluniversität und das Schaffen von bezahlbarem studentischem Wohnraum ein. Neyses setzt sich für ein Umdenken in der Hochschulpolitik ein, so fordert er eine stärkere Ausrichtung der Hochschulen hin zu E-Learning und Massive Open Online Courses.
Mit seiner Forderung nach einem fahrscheinlosen ÖPNV gewann er einige Aufmerksamkeit im Land, scheiterte aber schließlich mit einem Antrag vor dem Parlament.
Am 26. Januar 2015 gab Neyses bekannt, zu der Fraktion Bündnis 90/Die Grünen im Landtag zu wechseln, da sich seine Partei in Bund und Land in Auflösung befinde und ihm damit eine arbeitsfähige Grundlage zur politischen Arbeit fehle.

## Privatleben
Neyses ist verheiratet und wohnt in Ensdorf.